# 野間隆実
野間 隆実（のま たかざね）は、戦国時代の武将。安芸国安南郡矢野城主。広島湾の警固衆を率いて活動していた。

## 出自
野間氏は安芸の国人。元々尾張国野間荘を根拠とする一族で、文安年間に野間重能が安芸に所領を得て移住した。最盛期には矢野から焼山、吉浦一帯、そして倉橋島を所領とし、阿曽沼氏や平賀氏、竹原小早川氏とも度々争って勢力を拡大した。

## 生涯
大内義興より偏諱を受けた父・野間興勝に倣い、義興の子・義隆の偏諱を受けた。隆実は矢野城とも縁の深い熊谷氏当主・熊谷信直の娘を室とし、義理の兄弟でもある吉川元春や、その父・毛利元就とも懇意であった。
天文20年（1551年）、大内義隆が自害に追い込まれると（大寧寺の変）、隆実は元就同様、陶隆房（陶晴賢）に味方した。しかし、元就は密かに晴賢の討伐を狙っており、天文23年（1554年頃）にはその動きが表面化してきていた。同年5月には仁保島城が毛利軍によって攻撃され、城主・白井房胤は府中出張城に逃亡。同年9月には折敷畑の戦いで毛利氏が陶軍を撃退し、大将の宮川房長を討ち取った。静観を決め込んでいた野間隆実であったが、陶氏、毛利氏、両勢力からの圧力も日々強まりつつあった。
天文24年（1555年）1月、野間隆実は白井房胤と共に仁保島城を攻撃。毛利氏との敵対を明らかにした。元就はまさか隆実が毛利氏を裏切り、陶方に味方すると思わず、これに激怒して矢野城攻めを決意した。同年4月、毛利軍の南下を知った晴賢は、山口より羽仁源七や小幡某に兵100余を預け、矢野城に入城させて防備を強化した。毛利軍は矢野城を包囲した後に攻城戦を開始、毛利軍の猛攻の前に城は落城寸前となった。ここで隆実の舅・熊谷信直が降伏勧告を行い、隆実は生命の保証を条件にこれを受け入れ、矢野城は開城した。
隆実らは熊谷信直の所領である三入庄に移送され、殺害された。その直後に家臣や城兵も矢野城下の真教寺に幽閉されて殺害された。元就は、晴賢との対決の直前という重要な時期であり、また同様の裏切りを起させないためにもこの処置に及んだとされる。萩藩閥閲録「熊谷彦右衛門」では、当主の隆実は助命されて幽閉され、15年後の元亀元年（1570年）春に死去したとされている。

また援軍として矢野城に入った羽仁源七らも、「降伏した兵も周防国へ送り届ける」という元就の偽計を信じ、熊谷氏重臣の水落甲斐守を人質として帰郷する途上、二宮俊実・細迫左京亮ら毛利軍の奇襲に遭い、全滅した。
後に野間家臣末永彌六左衛門らは吉川元春に仕え、その水軍として活躍した。